# Takahiro Tanio
Takahiro Tanio (谷尾 隆博 Tanio Takahiro?), född 26 februari 1991 i Yamanashi prefektur, är en japansk fotbollsspelare.
Tanio började sin karriär 2013 i Fujieda MYFC. Han spelade 26 ligamatcher för klubben.